# Roman Kříž
Roman Kříž (* 29. prosince 1967 Praha) je český právník, aktivista a tvůrce start-upu vyvíjejícího technologii kultivovaného masa. Vystudoval Právnickou fakultu Univerzity Karlovy v Praze, obor Mezinárodní vztahy, kde získal magisterský titul. Politickým přesvědčením je libertarián, v letech 2012–2019 byl členem strany Svobodní. V roce 2016 založil Libertariánský institut prosazující takzvanou Libertariánskou demokracii. V roce  2020 založil biotechnologický  start-up Bene Meat Technologies.

## Životopis
Aktivně se zúčastnil studentského hnutí v listopadu 1989, kdy byl jako účastník demonstrace na Národní třídě zástupcem PFUK členem Celostátního studentského stávkového výboru. Za Celostátní studentský stávkový výbor byl spolu s Václavem Bartuškou členem parlamentní Komise pro dohled nad vyšetřováním událostí 17. listopadu na Národní třídě, kdy jako jediní pokračovali ve vyšetřování i po lednu 1990, kdy komise již vykonávala svoji činnost víceméně formálně. O celém vyšetřování napsal Václav Bartuška knihu Polojasno. O svém pohledu na listopad 89 a práci v parlamentní komisi napsal kapitolu do knihy Studenti psali revoluci.
V letech 1991 a 1992 byl členem Akademického senátu PF UK a Akademického senátu UK. V roce 1992 pracoval několik měsíců pro poslanecký klub Občanského hnutí ve Federálním shromáždění jako konzultant pro otázky bytové politiky. Jeho model postupné deregulace nájemného byl později realizován v letech 1995–2012, je autorem klíčových ustanovení a principů zákona o vlastnictví bytů a nebytových prostorů.
Od roku 1992 podniká v zahraničním obchodu. Od roku 2007 je pak členem české Mensy sdružující lidi s IQ 130 a vyšším. V rámci Mensy se věnuje zejména problematice vzdělávání nadaných dětí, od roku 2008 je místopředsedou Správní rady Mensa gymnázia, jejímž zřizovatelem je Mensa ČR. Vymyslel a zorganizoval první ročník Logické olympiády, soutěže, které se za deset let její existence zúčastnily stovky tisíc žáků a studentů z celé ČR. Je příznivcem unschoolingu a podporovatelem Svobody učení.
V roce 2000 zpracoval pro budoucího ministra informatiky Vladimíra Mlynáře teze k používání ICT ve veřejné správě, reforma však nebyla realizována.

## Biotechnologie a kultivované maso
V roce 2020 stál u zrodu společnosti Bene Meat Technologies a.s. vyvíjející technologii k výrobě kultivovaného masa, které v budoucnu umožní nahradit maso produkované konvenčními chovy. 
BMT pod jeho vedením zaznamenala koncem roku 2023 velký úspěch, kdy získala povolení vyrábět a prodávat kultivované maso jako krmivo pro psy a kočky (PET FOOD). Získanou registrací u evropského Feed Materials Register se BMT stal dosud jediným subjektem na světě, který může tento produkt pro potřeby PET FOOD vyrábět a prodávat.  

## Politické působení
V letech 2012–2019 byl členem Svobodných, za které v roce 2014 kandidoval do Senátu v obvodu Prahy 5.
V roce 2016 založil Libertariánský institut, který si klade za cíl propagovat výhody výrazné redukce agendy státu na ekonomické a společenské vztahy, koncepci tzv. Libertariánské demokracie jako formy vlády založené na ústavním omezení agendy státu. V rámci práce pro Libertariánský institut usiluje rovněž o redukci dotační politiky státu,zastupuje ve sporech s Ministerstvem průmyslu a obchodu několik podnikatelů, kteří zkrachovali díky dotační politice, a jménem jednoho ze zastoupených podnikatelů zažaloval Evropskou komisi u Soudního dvora EU na zrušení systému tzv. blokových výjimek pro rozpor se Smlouvou o fungování EU.
Ve volbách do Evropského parlamentu v květnu 2019 kandidoval jako člen Svobodných na 11. místě kandidátky subjektu s názvem "Svobodní, Liberland a Radostné Česko – ODEJDEME BEZ PLACENÍ". Subjekt se ziskem 0,65 % hlasů nezískal ani jeden mandát, samotný Kříž se s 1 003 přednostními hlasy dostal až na třetí místo kandidátky.